# Neshe
Neşe Ceren Aktay (nacida el 13 de enero de 1990), conocida profesionalmente como Neshe, es una cantante, compositora, actriz y bailarina turca. Originaria de Estambul, Turquía, Neshe se ha destacado por su singular fusión de estilos de música pop latina y étnica.

## Primeros años y educación
Neşe Ceren Aktay nació en Estambul y desde temprana edad mostró interés por las artes, destacándose en ballet, danza, teatro y música. Se graduó en el Conservatorio Estatal de la Universidad Mimar Sinan con una licenciatura en Danza Moderna y en el Conservatorio Estatal de la Universidad de Estambul con una licenciatura en Teatro Musical. Su carrera escénica comenzó durante su participación en el programa Erasmus en el Institut del Teatre de Barcelona.

## Carrera
Durante su carrera actuó en musicales como Footloose en Estados Unidos y Notre Dame, Nine, Chicago y Cabaret en Europa. También actuó como actriz en los Istanbul City Theatres y más tarde se convirtió en solista de Enbe Orchestra.
La carrera musical de Neshe comenzó en noviembre de 2020 con el lanzamiento de su sencillo debut, Hijo de la Noche. La canción, una colaboración con Jimmy Dub, ganó notoriedad en América Latina, España y los Balcanes. Su videoclip, filmado en Mardin, Turquía, combina elementos latinos y turcos, y ha superado el millón de reproducciones en YouTube.
En 2023, Neshe lanzó su primer sencillo en turco, Bingo, producido por Neneto y coescrito junto a la exitosa compositora rumana Emanuela Oancea. Posteriormente, el 2 de agosto de 2024, presentó Downtown, una versión en inglés y español de Bingo.
Neshe participó en las semifinales del San Marino Song Contest 2025, el proceso de selección nacional para elegir al representante de San Marino en el Festival de la Canción de Eurovisión 2025. Compitió con la canción Fallin', cuyo lanzamiento oficial ha sido el 28 de febrero de 2025.